# Carmarthen

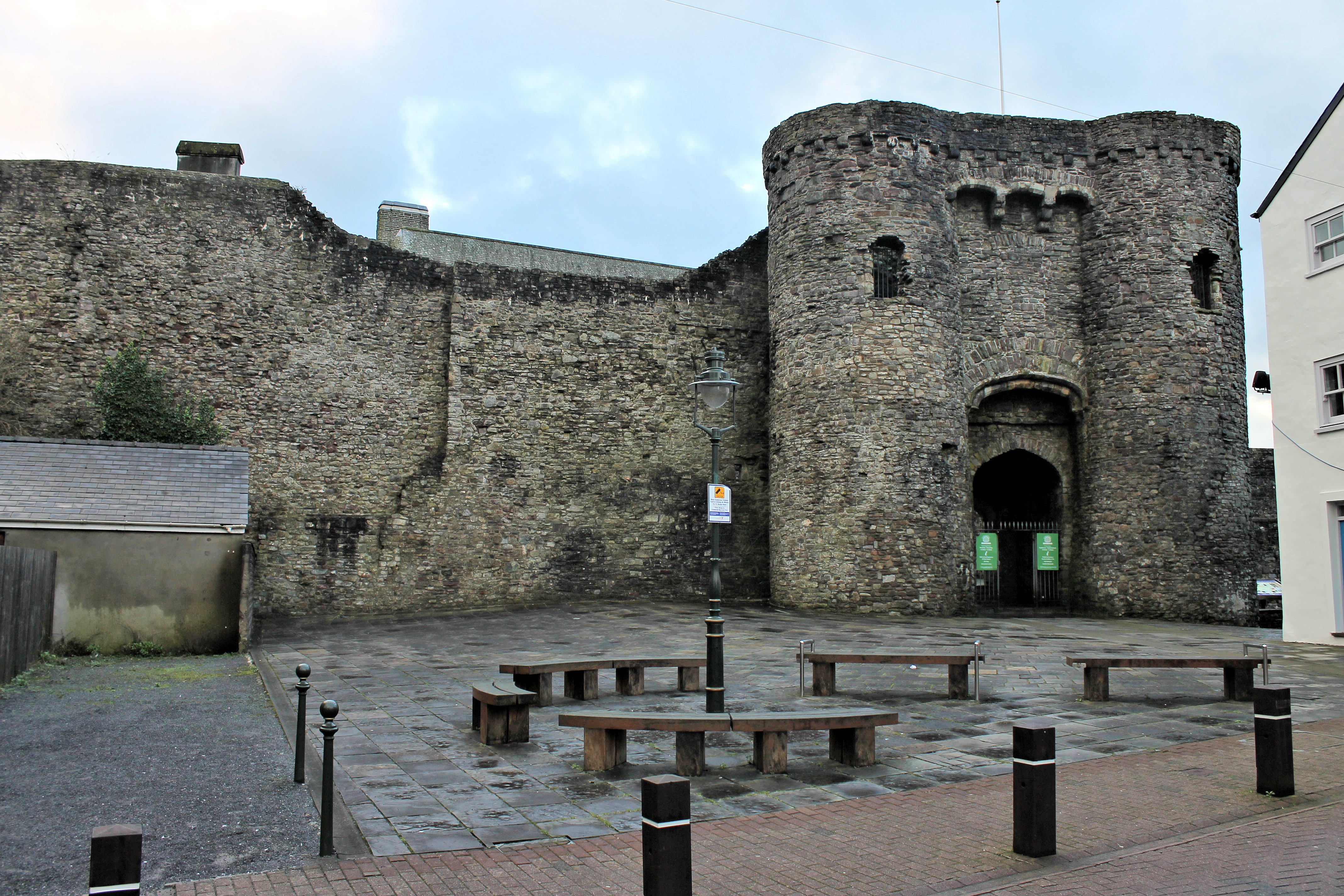
Carmarthen Castle

Carmarthen is een plaats in het graafschap Carmarthenshire in Wales die ligt ten noorden van de riviermonding van de rivier Towy. Carmarthen is een van de oudste plaatsen in Wales sinds Old Carmarthen en New Carmarthen een borough werden in 1546. Carmarthen was het borough met de grootste bevolking in Wales in de 16e tot 18e eeuw, beschreven door William Camden als "the chief citie of the country". De bevolkingsgroei stagneerde vanaf het midden van de 19e eeuw, nadat er nieuwe economische centra ontstonden rond de steenkoolgebieden. In 2011 waren er volgens de volkstelling 14.185 inwoners, wat een terugval was van 15.854 in 2001. Het hoofdkwartier van de Dyfed–Powys Police, het Glangwili General Hospital en een campus van de University of Wales Trinity Saint David bevinden zich in Carmarthen.

## Geboren in Carmarthen
- Eirian Williams (1955), snookerscheidsrechter
- Rhod Gilbert (1968), komiek
- Iwan Rheon (1985), Welsh acteur en zanger, bekend van Game of Thrones
- Joe Allen (1990), voetballer (Stoke City, Wales)
- Manon Lloyd (1996), wielrenner
- Emma Finucane (2002), wielrenster